# Asesinato de Oriel Briant
Aurelia Catalina Briant (La Plata, 1947 - City Bell, 13 de julio de 1984), conocida como Oriel Briant, fue una profesora de inglés argentina. Fue víctima de un homicidio cuando fue salvajemente asesinada el 13 de julio de 1984. Procedente de una familia de ascendencia británica, residía en la localidad de City Bell, partido de La Plata, provincia de Buenos Aires, con su esposo, Federico Pippo, con el que tuvo 4 hijos: Julián, Tomas, Christopher y Martina. Su caso generó conmoción en la sociedad argentina y fue objeto de una extensa cobertura periodística. Su asesinato sigue sin resolverse hasta hoy debido a las irregularidades de los investigadores en la recolección de pruebas, que permitieron a la defensa exonerar a los sospechosos a pesar de las pruebas que los comprometían.

## Crimen
El 9 de julio de 1984, Briant, de treinta y siete años de edad, se encontraba en casa de su madre, junto a Christopher, de tres años, el menor de sus hijos, desde el 7 de julio, día en que su esposo intentó agredirla con un cuchillo, provocando la separación del matrimonio.
Cerca de las 23.30, llamaron a la puerta, y ella reconoció a quien estaba del otro lado, por lo que accedió a abrir. Era un día lluvioso, frío, y su única ropa era un camisón y un par de medias de color azul celeste que pasaban por sobre sus rodillas. 
El 13 de julio, su cadáver fue hallado a un costado de la ruta 2, km. 75, en una pequeña arboleda.
Allí empezó una extensa cobertura periodística y una investigación para descubrir al asesino. A pesar de que la policía investigó el caso durante años, jamás se lo descubrió.

## Autopsia e investigación
Su cuerpo presentaba veintidós puñaladas y varios cortes en todo el cuerpo, la mayoría de ellas en la zona genital y dos heridas de bala, uno en el glúteo derecho y el otro en la cara. Había tres heridas de consideración: un gran corte en la zona torácica, un gran corte y extirpación del estómago, y una hendidura y deformación de la zona genital. Se encontraba solo con las medias azul celeste que llevaba en el momento de su desaparición.
La huellas del lugar y las pruebas fueron totalmente destruidas por la inexperiencia del personal policial a cargo, quienes, entre otros actos de impericia, no pudieron evitar vomitar al costado del cadáver ante la impresión por la escena del crimen. Cuando el fiscal que llevó la causa a juicio, Bruno Casteller, se hizo cargo dos semanas después, las pruebas no tenían utilidad judicial.

## Acusados
A lo largo de la causa hubo varios sospechosos que fueron arrestados y posteriormente liberados, dejando la causa inconclusa:
- Alberto José Mensi: vecino y última pareja de Briant, fue arrestado en un primer momento y luego absuelto. Murió de un ataque al corazón en 1991.
- Tres sujetos que fueron denominados por la prensa "el clan Pippo" y estuvieron presos poco más de un año en el penal de Olmos, bajo el cargo de secuestro seguido de muerte.
  - Federico Pippo, un profesor en la Escuela de Policía Juan Vucetich y esposo de Briant, con la que estuvo casado durante doce años. El matrimonio fracasó y Briant intentó comenzar una nueva etapa. Al momento de su asesinato, ya se habían separado de hecho. Pippo fue el principal sospechoso del crimen. Fue arrestado el 6 de septiembre de 1985 y posteriormente sobreseído en la causa.
  - Angélica Rosa Romano, madre de Federico Pippo. Murió tiempo después de un ataque hipertensivo, el 2 de agosto de 1995, en Lobos, provincia de Buenos Aires.
  - Esteban Pippo, hermano de Federico.
- Néstor Romano: primo de los Pippo. Se sospechó que en su casa de Lobos estuvo secuestrada Briant. Murió en 2006.
- Carlos Davis, mejor amigo de Federico Pippo, quien en una oportunidad declaró que este le había contado que se estaba separando de Oriel, y que había contratado gente para ocuparse de ello. Luego de la muerte de Briant, ellos viajaron juntos a Egipto, e incluso se divulgó que mantenían una supuesta relación homosexual. Nunca se pudieron corroborar las acusaciones.[1]

Bruno Castell fue el fiscal encargado y Julio Burlando (padre de Fernando Burlando) el primer responsable de la causa.

## Conclusión
La causa prescribió sin resolverse y sin acusados. Federico Pippo obtuvo una exoneración en 1997, y fue internado en 2001 en el neuropsiquiátrico de Melchor Romero en calidad de detenido. Falleció el 5 de junio de 2009. En 1999, se había informado que uno de los hijos de Pippo y Briant, Julián, fue detenido «un par de veces» por tentativa de robo, y que durante su adolescencia, tuvo
antecedentes de agresiones hacia su padre. En septiembre de 2009 sus hijos Christopher y Julián fueron arrestados en un intento de robo y por tenencia de drogas.